# Fernando Poe Jr.
Fernando Poe Jr. (ur. 20 sierpnia 1939, zm. 14 grudnia 2004) – filipiński aktor, reżyser i producent filmowy.

## Życiorys
Urodził się w Manili jako Ronald Allan K. Poe. Był synem aktora i reżysera Fernando Poe Sr. oraz Elizabeth Kelley. Rozpoznawalność zyskał pod przyjętymi pseudonimami, czy to występując jako Fernando Poe Junior, czy też jako Ronwaldo Reyes. Od wczesnej młodości związany był z krajowym przemysłem filmowym, początkowo pracując dorywczo jako posłaniec przekazujący informacje na planie, czy też jako kaskader. Jako nastolatek pojawił się na ekranie w swojej pierwszej istotnej roli, występując w filmie Anak ni Palaris (1955). Większą rozpoznawalność przyniósł mu natomiast obraz Lo’ Waist Gang. Ostatecznie jego pozycję ugruntował film Markado (1960).
W swej trwającej kilka dekad karierze wystąpił w niemal trzystu filmach. Wcielał się nade wszystko w role zwyczajnych, prostych, najczęściej niezamożnych ludzi, którzy dzięki swym zaletom charakteru dzielnie stawiali czoła przeciwnościom losu. Wśród istotnych obrazów z jego udziałem wymienia się filmy takie jak Apollo Robles (1961), Batang Maynila (1962), Mga Alabok sa Lupa (1967), Batang Matador, Batang Estibador (1969), Ako ang Katarungan (1974), Tatak ng Alipin (1975), Totoy Bato (1977), Asedillo (1981), Partida (1985), Ang Probinsyano (1996) oraz Ang Pagbabalik ng Probinsyano (1998). Był producentem znacznej części swoich filmów, a także reżyserem dziewięciu z nich, kolejno Alupihang Dagat (1975), King (1978), Tatak ng Tundo (1978), Ang Padrino (1984), Ang Panday (1981), Ang Pagbabalik ng Panday (1982), Ang Panday, Ikatlong Yugto (1983) oraz Ang Panday IV, Ikaapat na Aklat (1984).
Zdobył ogromną popularność, którą pod koniec życia z dużym powodzeniem wykorzystał w karierze politycznej. Określany jest mianem króla filipińskich filmów. Pięciokrotnie otrzymywał nagrodę FAMAS dla najlepszego aktora. W 1968 poślubił aktorkę Susan Roces. W wyborach w 2004 ubiegał się o urząd prezydenta Filipin, przegrywając nieznacznie z Glorią Macapagal-Arroyo. Zmarł krótko później. Pośmiertnie przyznano mu tytuł Narodowego Artysty Filipin, na mocy proklamacji prezydenckiej z 2006, potwierdzonej następnie w 2012.